# 常徳寺 (文京区)
常徳寺（じょうとくじ）は、東京都文京区にある浄土宗の寺院。

## 歴史
1630年（寛永7年）、立誉善達によって開山された。元々は湯島天神切通に位置していた日蓮宗寺院「善正寺」を浄土宗に転宗させて成立したものだが、天和の大火で焼失した。再建しようとしたところ、幕府より御用地として接収されたため、1683年（天和3年）に現在地に移転した。

## 身代わり地蔵
当寺は「身代わり地蔵」と呼ばれる地蔵菩薩像で知られている。江戸時代の地図には「身代地蔵常徳寺」と地蔵名の方が大きく記載されるほどの知名度であった。ある時、当寺第2世転誉上人が病床に伏し、右目が失明しそうになった。そこで、この地蔵に祈ったところ、転誉上人は全快し、代わりに地蔵の右目が腫れていたという。そのことから「身代わり地蔵」として崇められるようになった。
1945年（昭和20年）の空襲では、大きすぎたため運び出すことができずに焼失した。57年後の2002年（平成14年）に、ようやく2代目の身代わり地蔵像が再建された。

## 寺宝等
- 阿弥陀如来像（本尊）

幡随院の初代住職だった幡随意が、九州でキリシタンの仏教改宗事業に従事した際に所持していたものである。戦前までは秘仏として扱われた。
- 地蔵菩薩（身代わり地蔵）

## 交通アクセス
- 本駒込駅より徒歩3分（経路案内）。